# Oruza pratti
Oruza pratti är en fjärilsart som beskrevs av Bethune-Baker 1906. Oruza pratti ingår i släktet Oruza och familjen nattflyn. Inga underarter finns listade i Catalogue of Life.